# Pseudomys johnsoni
Pseudomys johnsoni és una espècie de mamífer rosegador de la família dels múrids. És endèmic d'Austràlia. Ocupa diversos hàbitats, incloent-hi altiplans amb boscos oberts, valls boscoses i herbassars de Spinifex. És una espècie en risc mínim, és a dir, no sembla que hi hagi cap amenaça significativa per a la seva supervivència. Aquest tàxon fou anomenat en honor de l'investigador australià Ken Johnson.